# Liste der Kulturdenkmale in Möhringen

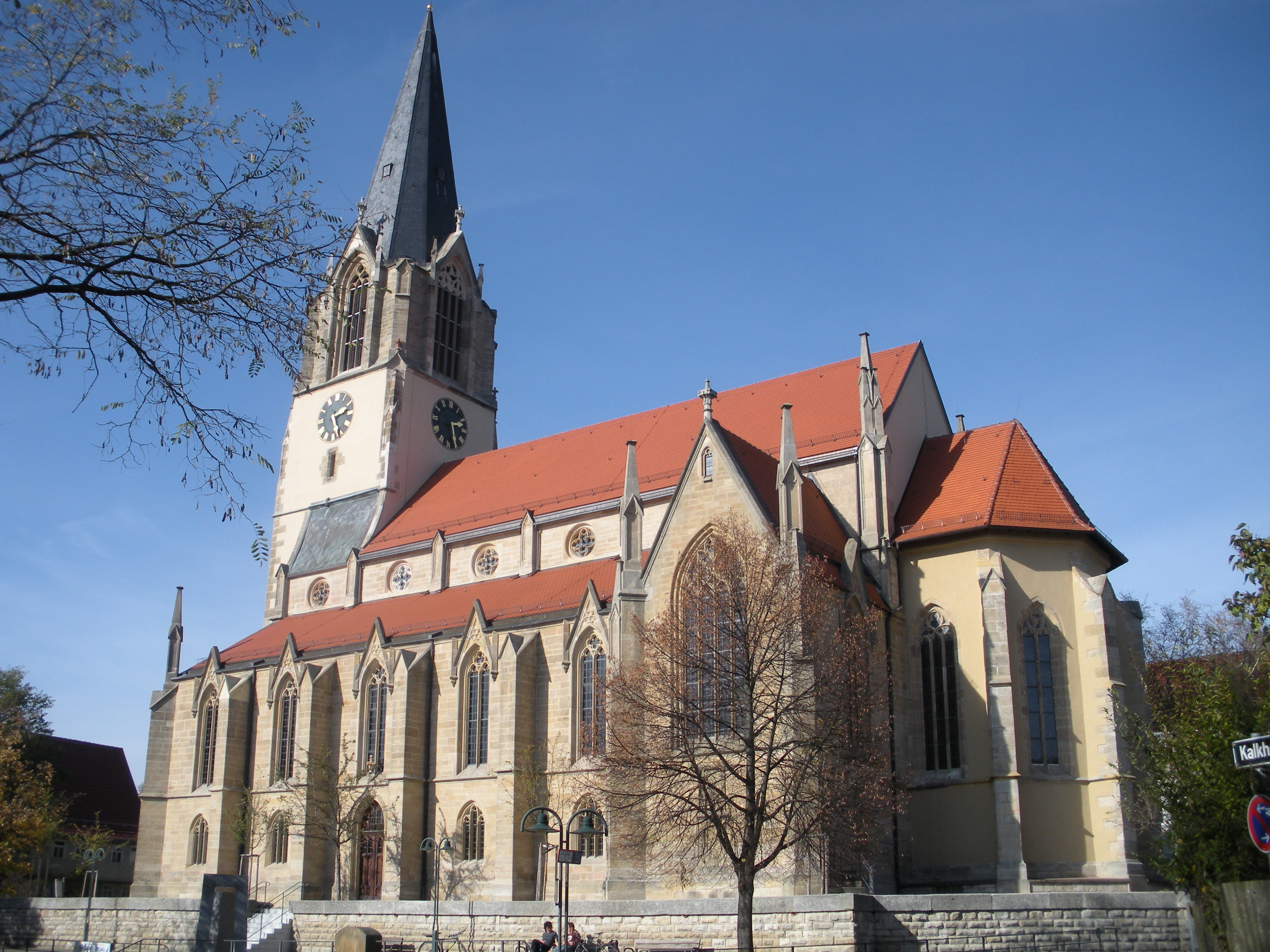
Evangelische Martinskirche

In der Liste der Kulturdenkmale in Möhringen sind alle unbeweglichen Bau- und Kunstdenkmale in Möhringen aufgelistet, die in der Liste der Kulturdenkmale. Unbewegliche Bau- und Kunstdenkmale der Unteren Denkmalschutzbehörde für diesen Stadtbezirk Stuttgarts verzeichnet sind. Stand dieser Liste ist der 25. April 2008.
Diese Liste ist nicht rechtsverbindlich. Eine rechtsverbindliche Auskunft ist lediglich auf Anfrage bei der Unteren Denkmalschutzbehörde der Stadt Stuttgart erhältlich.

## Allgemein
- Bild: Zeigt ein ausgewähltes Bild aus Commons, „Weitere Bilder“ verweist auf die Bilder im Medienarchiv Wikimedia Commons.
- Bezeichnung: Nennt den Namen, die Bezeichnung oder die Art des Kulturdenkmals.
- Lage: Straßenname und Hausnummer oder Flurstücknummer des Kulturdenkmals, gegebenenfalls auch den Ortsteil. Die Grundsortierung der Liste erfolgt nach dieser Adresse. Der Link (Karte) führt zu verschiedenen Kartendiensten mit der Position des Kulturdenkmals. Fehlt dieser Link, wurden die Koordinaten noch nicht eingetragen. Sind diese bekannt, können sie über ein Tool mit einer Kartenansicht einfach nachgetragen werden. In dieser Kartenansicht sind Kulturdenkmale ohne Koordinaten mit einem roten bzw. orangen Marker dargestellt und können durch Verschieben auf die richtige Position in der Karte mit Koordinaten versehen werden. Kulturdenkmale ohne Bild sind an einem blauen bzw. roten Marker erkennbar.
- Datierung: Baubeginn, Fertigstellung, Datum der Erstnennung oder grobe zeitliche Einordnung entsprechend des Eintrags in der zuständigen Denkmaldatenbank (Landesamt für Denkmalpflege Baden-Württemberg).
- Beschreibung: Kurzcharakteristik des Kulturdenkmals.

## Kulturdenkmale im Stadtbezirk Möhringen

### Möhringen-Mitte
| Bild           | Bezeichnung                                                                                    | Lage                            | Datierung                         | Beschreibung                                                                                     | ID |
| -------------- | ---------------------------------------------------------------------------------------------- | ------------------------------- | --------------------------------- | ------------------------------------------------------------------------------------------------ | -- |
|                | Verwaltungsgebäude der Ed. Züblin AG (Sachgesamtheit)                                          | Albstadtweg 3 (Karte)           | 1985                              | Geschützt nach § 2 DSchG                                                                         |    |
|                | Wohngebäude der Ed. Züblin AG (Teil der Sachgesamtheit)                                        | Albstadtweg 3A (Karte)          | 1985                              | Geschützt nach § 2 DSchG                                                                         |    |
|                | Wohngebäude der Ed. Züblin AG (Teil der Sachgesamtheit)                                        | Albstadtweg 3B (Karte)          | 1985                              | Geschützt nach § 2 DSchG                                                                         |    |
| Weitere Bilder | Torgebäude (Teil des Ehemaligen Esslinger Spitalhofs)                                          | Filderbahnstr. 27 (Karte)       | 1589                              | Geschützt nach § 2 DSchG                                                                         |    |
| Weitere Bilder | Wohngebäude (Teil des Ehemaligen Esslinger Spitalhofs)                                         | Filderbahnstr. 27 (Karte)       | 1912                              | Geschützt nach § 2 DSchG                                                                         |    |
|                | Wohnstallhaus (Teil der Sachgesamtheit Ehemaliges Gehöft)                                      | Im Gäßle 2 (Karte)              | 1583                              | Geschützt nach § 2 DSchG                                                                         |    |
|                | Ehemaliges Gehöft (mit zwei Wohnstallhäusern und Scheuer) - Sachgesamtheit                     | Im Gäßle 4 (Karte)              | 1400–1500, 1583, 1700–1800        | Geschützt nach § 2 DSchG                                                                         | BW |
|                | Scheuer (Teil der Sachgesamtheit Ehemaliges Gehöft)                                            | Im Gäßle 5 (Karte)              | 1700–1800                         | Geschützt nach § 2 DSchG                                                                         |    |
|                | CVJM-Heim                                                                                      | Leinenweberstr. 27 (Karte)      | 1910                              | Heimatstil, Stuttgarter Schule 1920–1945, Klatte und Weigle Geschützt nach § 2 DSchG             |    |
|                | Rathaus                                                                                        | Maierstr. 1 (Karte)             | 1836–1837                         | Klassizismus, Groß F.B.H. Geschützt nach § 2 DSchG                                               |    |
|                | Ehemaliges Handwerkerhaus mit Werkstattanbau (Sachgesamtheit)                                  | Maierstr. 13, 13/1 (Karte)      | 1800                              | Geschützt nach § 2 DSchG                                                                         |    |
|                | Ehemaliges Einhaus                                                                             | Maierstr. 4 (Karte)             | 1700–1800                         | Geschützt nach § 2 DSchG                                                                         |    |
|                | Wohnhaus (Teil von Ehemaliges Gehöft (Sachgesamtheit))                                         | Maierstr. 5 (Karte)             | 1700–1800, 1869                   | Geschützt nach § 2 DSchG                                                                         |    |
|                | Scheune (Teil von Ehemaliges Gehöft (Sachgesamtheit))                                          | Maierstr. 5 B (Karte)           | 1700–1800, 1869                   | Geschützt nach § 2 DSchG                                                                         |    |
|                | Ehemaliges Gehöft (Sachgesamtheit)                                                             | Maierstr. 6, 6/1, (10) (Karte)  |                                   | Geschützt nach § 2 DSchG                                                                         |    |
|                | Ehemaliges Handwerkerhaus mit rückwärtig angebauter Backstube und Dampfbackofen                | Maierstr. 7, 9 (Karte)          | 1600–1800, 1911                   | Geschützt nach § 2 DSchG                                                                         |    |
|                | Zwei Wohnhäuser                                                                                | Maierstr. 8, 10 (Karte)         |                                   | Geschützt nach § 2 DSchG                                                                         |    |
|                | Chor der evangelischen Martinskirche                                                           | Oberdorfplatz 1 (Karte)         | 1464                              | Gotik, Böblinger Hans Geschützt nach § 2 DSchG                                                   | BW |
| Weitere Bilder | Evangelische Martinskirche                                                                     | Oberdorfplatz 1 (Karte)         | 1466, 1595, 1853–1855, 1948–1949, | Historismus - Neogotik, Leins Ch.R. (1853–1855), Seytter H. (1948–1949) Geschützt nach § 2 DSchG |    |
|                | Altes Rathaus                                                                                  | Oberdorfplatz 4, 5 (Karte)      | 1400–1500, 1500–1600              | Geschützt nach § 2 DSchG                                                                         |    |
|                | Ehemalige Konsole (?)                                                                          | Oberdorfplatz 8 (?) (Karte)     | 1495                              | Geschützt nach § 2 DSchG                                                                         | BW |
|                | Wohn- und Geschäftshaus                                                                        | Oberdorfplatz 9 (Karte)         | 1500–1700, 1900–1925              | Geschützt nach § 2 DSchG                                                                         |    |
|                | Ehemalige Schmiede                                                                             | Oberdorfplatz 10 (Karte)        | 1703, 1780                        | Barock Geschützt nach § 2 DSchG                                                                  |    |
|                | Ehemaliger Farrenstall                                                                         | Oberdorfplatz 15 (Karte)        | 1805                              | Geschützt nach § 2 DSchG                                                                         |    |
|                | Ehemalige Obere Schule                                                                         | Oberdorfplatz 16 (Karte)        | 1785, 1848                        | Klassizismus, Nill Jakob, Werkmeister (1848) Geschützt nach § 2 DSchG                            |    |
|                | Ehemaliges Haus Elsäßer mit Torpfeiler, Umfriedung und Bauerngarten (Sachgesamtheit)           | Oberdorfstraße 3 (Karte)        | 1780                              | Geschützt nach § 2 DSchG                                                                         |    |
|                | Ehemaliges Haus Wolf                                                                           | Oberdorfstraße 4 (Karte)        | 1400–1600, 1700                   | Geschützt nach § 2 DSchG                                                                         |    |
|                | Ehemaliges Gehöft (mit Fachwerkwohnhaus und Fachwerkscheuer mit Stallbereich) - Sachgesamtheit | Oberdorfplatz 7, 7 A, 9 (Karte) | 1400–1500, 1600–1800              | Geschützt nach § 2 DSchG                                                                         |    |
|                | Evangelisches Pfarrhaus                                                                        | Oberdorfstraße 12 (Karte)       | 1806                              | Barock Geschützt nach § 2 DSchG                                                                  |    |
|                | Ehemaliges Bad                                                                                 | Pezoldstr. 1 (Karte)            | 1426, 1600–1800                   | Geschützt nach § 2 DSchG                                                                         |    |
|                | Ehemaliges Haus Stebler mit Einfriedung (Sachgesamtheit)                                       | Richterstr. 10 (Karte)          | 1770                              | Barock Geschützt nach § 2 DSchG                                                                  |    |
|                | Wohnhaus                                                                                       | Sigmaringer Str. 1 (Karte)      | 1600–1800                         | Geschützt nach § 2 DSchG                                                                         |    |
|                | Ganzenbrunnen                                                                                  | Sigmaringer Str. 29 (Karte)     | 1849, 1873                        | Klassizismus (Brunnensäule) Geschützt nach § 2 DSchG                                             |    |
|                | Wohn- und Geschäftshaus                                                                        | Sigmaringer Str. 36 (Karte)     | 1913                              | Historismus, Neoklassizismus, Suter und Liedecke Geschützt nach § 2 DSchG                        |    |
|                | Ehemaliges Gasthaus Zur Linde                                                                  | Sigmaringer Str. 49 (Karte)     | 1790–1810                         | Geschützt nach § 2 DSchG                                                                         |    |
|                | Ehemaliges Bauernhaus                                                                          | Sigmundtstr. 22                 | 1600–1800                         | Geschützt nach § 2 DSchG                                                                         |    |
|                | Ehemalige Villa Probst (Sachgesamtheit)                                                        | Vaihinger Str. 123 (Karte)      | 1909, 1925                        | Mit Gartenhaus und Garage (1925), Theurer W. Geschützt nach § 2 DSchG                            |    |
|                | Wilhelmschule (Schulgebäude)                                                                   | Vaihinger Str. 28 (Karte)       | 1897                              | Historismus - Neorenaissance, Landhausstil Geschützt nach § 2 DSchG                              |    |
|                | Karlschule (Schulgebäude)                                                                      | Vaihinger Str. 30 (Karte)       | 1912                              | Neobarock, Neoklassizismus, Jugendstil, Architekt: Knoblauch Geschützt nach § 2 DSchG            |    |
|                | Evangelischer Kindergarten                                                                     | Vaihinger Str. 75 (Karte)       | 1935                              | Heimatstil, Stuttgarter Schule 1920–1945, Schaumann Albert Geschützt nach § 2 DSchG              |    |
|                | Ehemaliges Handwerkerhaus                                                                      | Vikarweg 4 (Karte)              | 1600–1700                         | Geschützt nach § 2 DSchG                                                                         |    |

### Möhringen-Süd
| Bild | Bezeichnung                                     | Lage                                                                  | Datierung             | Beschreibung | ID |
| ---- | ----------------------------------------------- | --------------------------------------------------------------------- | --------------------- | --- | -- |
|      | Friedhof und Gefallenendenkmal (Sachgesamtheit) | Schneewittchenweg, Flst.Nr. 520 (Karte)                               | 1907, 1923            | Frick W. Julius, Bildhauer Geschützt nach § 2 DSchG                                                                                  |    |
|      | Gefallenendenkmal (Teil der Sachgesamtheit)     | Schneewittchenweg, Flst.Nr. 520 (Karte)                               | 1907, 1923            | Frick W. Julius, Bildhauer Geschützt nach § 2 DSchG                                                                                  |    |
|      | Ehemalige Mühle (Sachgesamtheit)                | Untere Körschmühle 1, 1 A (Karte)                                     | 1200–1300, 1649, 1805 | Mit Wohn- und Mühlengebäude (1649, 1906, 1924) und ehemaligem Waschhaus (1805, 1913, 1953) - Barock im Kern Geschützt nach § 2 DSchG |    |
|      | Ehemaliges Wohnstallhaus                        | Vikarweg 14 (Karte)                                                   | 1600                  | Geschützt nach § 2 DSchG |    |
|      | Grenzsteine in Möhringen                        | Provisorische Adresse: Ehemaliger Hagelsbrunnenbach im Dürrlewangwald |                       | Geschützt nach § 2 DSchG |    |
|      | Grenzsteine in Möhringen                        | Provisorische Adresse: Ehemaliger Hagelsbrunnenbach im Dürrlewangwald |                       | Geschützt nach § 2 DSchG |    |
|      | Grenzsteine in Möhringen                        | Provisorische Adresse: Ehemaliger Hagelsbrunnenbach im Dürrlewangwald |                       | Geschützt nach § 2 DSchG |    |
|      | Grenzsteine in Möhringen                        | Provisorische Adresse: Ehemaliger Hagelsbrunnenbach im Dürrlewangwald |                       | Geschützt nach § 2 DSchG |    |
|      | Grenzsteine in Möhringen                        | Provisorische Adresse: Ehemaliger Hagelsbrunnenbach im Dürrlewangwald |                       | Geschützt nach § 2 DSchG |    |
|      | Grenzsteine in Möhringen                        | Provisorische Adresse: im Steinbach                                   |                       | Geschützt nach § 2 DSchG |    |
|      | Grenzsteine in Möhringen                        | Provisorische Adresse: im Steinbach                                   |                       | Geschützt nach § 2 DSchG |    |
|      | Grenzsteine in Möhringen                        | Provisorische Adresse: im Steinbach                                   |                       | Geschützt nach § 2 DSchG |    |

### Möhringen-Ost
| Bild | Bezeichnung           | Lage                                                               | Datierung | Beschreibung                                             | ID |
| ---- | --------------------- | ------------------------------------------------------------------ | --------- | -------------------------------------------------------- | -- |
|      | Ruhbank               | Märzenbaumstraße, Ecke Gammertinger Straße, Flst. Nr. 3545 (Karte) |           | Ruhbank                                                  |    |
|      | Ehemaliger Eckständer | Obere Körschmühle 3 (Karte)                                        | 1750      | Keiser Johann Georg, Zimmermann Geschützt nach § 2 DSchG | BW |
|      | Netzstation           | Spitalrain 1 (Karte)                                               | 1909      | Geschützt nach § 2 DSchG                                 |    |

### Möhringen-Nord
In Möhringen-Nord gibt es keine geschützten Kulturdenkmale.

### Sternhäule
| Bild | Bezeichnung              | Lage                                                                              | Datierung | Beschreibung             | ID |
| ---- | ------------------------ | --------------------------------------------------------------------------------- | --------- | ------------------------ | -- |
|      | Grenzsteine in Möhringen | Provisorische Adresse: am Talweg im Weidachwald                                   |           | Geschützt nach § 2 DSchG |    |
|      | Grenzsteine in Möhringen | Provisorische Adresse: am Heidfeldweg (südlich) im Bachbett                       |           | Geschützt nach § 2 DSchG |    |
|      | Grenzsteine in Möhringen | Provisorische Adresse: im Weidachwald (Süd)                                       |           | Geschützt nach § 2 DSchG |    |
|      | Grenzsteine in Möhringen | Provisorische Adresse: im Weidachwald (südliche Grenze), parallel zum Dachsbauweg |           | Geschützt nach § 2 DSchG |    |
|      | Grenzsteine in Möhringen | Provisorische Adresse: im Weidachwald (südliche Grenze), parallel zum Dachsbauweg |           | Geschützt nach § 2 DSchG |    |

### Sonnenberg
| Bild | Bezeichnung                                                           | Lage                                                                                 | Datierung | Beschreibung                                                                            | ID |
| ---- | --------------------------------------------------------------------- | ------------------------------------------------------------------------------------ | --------- | --------------------------------------------------------------------------------------- | -- |
|      | Villa Schöttle                                                        | Falkenstraße 8 (Karte)                                                               | 1908–1909 | Historismus, Neobarock, Neoklassizismus, Schmohl und Staehelin Geschützt nach § 2 DSchG |    |
|      | Evangelisches Gemeindezentrum Sonnenberg                              | Johannes-Krämer-Straße 2, 4 (Karte)                                                  | 1964–1966 | Geschützt nach § 12 DSchG                                                               |    |
|      | Wohn- und Wirtschaftsgebäude (Einfamilienhausgruppe) - Sachgesamtheit | Korinnaweg 50 A, 50 B, 50 C, 52 (Karte)                                              | 1964      | Organisches Bauen, Internationaler Stil ab 1950, Chen Kuen Lee Geschützt nach § 2 DSchG | BW |
|      | Ehemalige Villa Kimmich                                               | Laustr. 12 (Karte)                                                                   | 1912      | Historismus-Neobarock, Jugendstil, Strauß Gottlieb Geschützt nach § 2 DSchG             |    |
|      | Grenzsteine in Möhringen                                              | Provisorische Adresse: Grenzstein an einem Gartengrundstück am Rand des Haldenwaldes |           | Geschützt nach § 2 DSchG                                                                |    |
|      | Grenzsteine in Möhringen                                              | Provisorische Adresse: Grenzstein am Rand des Haldenwaldes                           |           | Geschützt nach § 2 DSchG                                                                |    |
|      | Grenzsteine in Möhringen                                              | Provisorische Adresse: Grenzstein im Haldenwald                                      |           | Geschützt nach § 2 DSchG                                                                |    |
|      | Grenzsteine in Möhringen                                              | Provisorische Adresse: Grenzstein im Haldenwald                                      |           | Geschützt nach § 2 DSchG                                                                |    |
|      | Grenzsteine in Möhringen                                              | Provisorische Adresse: Grenzstein im Haldenwald                                      |           | Geschützt nach § 2 DSchG                                                                |    |

### Fasanenhof
| Bild           | Bezeichnung                                                                                        | Lage                          | Datierung | Beschreibung | ID |
| -------------- | -------------------------------------------------------------------------------------------------- | ----------------------------- | --------- | --- | -- |
| Weitere Bilder | Evangelische Gemeindezentrum mit Dietrich-Bonhoeffer-Kirche (Sachgesamtheit)                       | Bonhoefferweg 2–14 (Karte)    | 1964–1967 | Brutalismus, Eberhard Holstein und Carl-Herbert Frowein Zur Sachgesamtheit gehören: Schwesternwohnung, Pfarrhaus 1 und 2, Gemeinde- und Jugendhaus, Andachtsraum, Kirchturm, Mesnerwohnung, Kindergarten 1 und 2 und Evangelische Dietrich-Bonhoeffer-Kirche Geschützt nach § 2 DSchG |    |
|                | Plastiken (Kapitelle und Reliefbilder der früheren Landesbibliothek in Stuttgart) - Sachgesamtheit | Europaplatz, Flst.Nr. 7000/15 | 1883      | Historismus - Neorenaissance, von Donndorf Adolf, Bildhauer Geschützt nach § 2 DSchG |    |
|                | Plastiken (Kapitelle und Reliefbilder der früheren Landesbibliothek in Stuttgart) - Sachgesamtheit | Europaplatz, Flst.Nr. 7000/15 | 1883      | Historismus - Neorenaissance, von Donndorf Adolf, Bildhauer Geschützt nach § 2 DSchG |    |
|                | Plastiken (Kapitelle und Reliefbilder der früheren Landesbibliothek in Stuttgart) - Sachgesamtheit | Europaplatz, Flst.Nr. 7000/15 | 1883      | Historismus - Neorenaissance, von Donndorf Adolf, Bildhauer Geschützt nach § 2 DSchG |    |
|                | Plastiken (Kapitelle und Reliefbilder der früheren Landesbibliothek in Stuttgart) - Sachgesamtheit | Europaplatz, Flst.Nr. 7000/15 | 1883      | Historismus - Neorenaissance, von Donndorf Adolf, Bildhauer Geschützt nach § 2 DSchG |    |
|                | Wohnhochhaus „Salute“                                                                              | Sautterweg 5 (Karte)          | 1961–1963 | Organisches Bauen, Internationaler Stil ab 1950, Scharoun Hans und Frank Wilhelm Geschützt nach § 2 DSchG |    |

### Fasanenhof-Ost
In Fasanenhof-Ost gibt es wohl kein geschütztes Kulturdenkmal.

| Bild | Bezeichnung | Lage | Datierung | Beschreibung             | ID |
| ---- | ----------- | ---- | --------- | ------------------------ | -- |
|      |             |      |           | Geschützt nach § 2 DSchG |    |

### Wallgraben-Ost
Im Stadtteil Wallgraben-Ost gibt es keine geschützten Kulturdenkmale.